# Midnight Sky
"Midnight Sky" é uma canção da cantora americana Miley Cyrus, gravada para seu sétimo álbum de estúdio Plastic Hearts. Foi lançada como primeiro single do álbum pela RCA Records em 14 de agosto de 2020. É uma canção de gêneros disco, pop, synth-pop, electropop e pop rock composta por Cyrus, Ali Tamposi, Ilsey Juber, Jonathan Bellion, Andrew Watt e Louis Bell, tendo sua produção responsável pelos dois últimos.

## Antecedentes e lançamento
Em 4 de agosto de 2020, Cyrus postou em suas redes sociais um clipe do vídeo musical do seu single de 2008 "Start All Over", usando as hashtags "#sheiscoming" e "butforrealthistime", em referência ao atraso do lançamento de seu descartado sétimo álbum de estúdio She Is Miley Cyrus. Mais tarde no mesmo dia, ela publicou uma prévia de "Midnight Sky". A faixa foi lançada em 14 de agosto como planejado. O vídeo musical e a própria canção foram inspirados por outras musicistas femininas, como Stevie Nicks, Joan Jett e Debbie Harry, mais específicamente a canção "Edge of Seventeen" da Nicks, Cyrus apresentou a canção primeiramente para ela, pedindo a sua benção. Durante uma entrevista para a Hits 1, a cantora explicou o fundo musical da canção, afirmando:
 Definitivamente, você quer sentir que está no controle de sua própria vida e tenta não controlar a vida de outro, para que eu seja capaz de realmente ter uma compreensão boa e clara dos últimos dois anos, em que houve algumas experiências traumáticas - perder a casa em Malibu e passar por uma separação pública - eu realmente precisava de alguma clareza. E então era muito importante para mim ser capaz de realmente lidar com meus pensamentos.

## Apresentações ao vivo
Cyrus cantou "Midnight Sky" pela primeira vez no MTV Video Music Awards de 2020 em 30 de agosto. No dia seguinte, ela cantou a música no Live Lounge. Em 10 de setembro, ela cantou a música no The Tonight Show Starring Jimmy Fallon.

## Históricos de lançamentos
| Região         | Data                 | Formato(s)                 | Gravadora | Ref.   |
| -------------- | -------------------- | -------------------------- | --------- | ------ |
| Várias         | 14 de agosto de 2020 | Download digital streaming | RCA       | [ 9 ]  |
| Austrália      | 14 de agosto de 2020 | Rádios mainstream          | RCA Sony  | [ 10 ] |
| Reino Unido    | 14 de agosto de 2020 | Rádios mainstream          | RCA       | [ 11 ] |
| Estados Unidos | 17 de agosto de 2020 | Rádios adult contemporary  | RCA       | [ 12 ] |
| Estados Unidos | 18 de agosto de 2020 | Rádios mainstream          | RCA       | [ 13 ] |
| Reino Unido    | 22 de agosto de 2020 | Rádios adult contemporary  | RCA       | [ 14 ] |
| Itália         | 28 de agosto de 2020 | Rádios mainstream          | Sony      | [ 15 ] |